# 高橋彦博
高橋 彦博（たかはし ひこひろ、1931年3月24日 - ）は、日本の政治学者。法政大学名誉教授。法政大学大原社会問題研究所嘱託研究員。研究テーマは日本現代史・政治史、社会労働運動史、日本の社会民主主義。
学派としては学部指導教授だった増島宏、大学院の指導教授だった中村哲に連なる。
長年にわたり日本共産党の「党員知識人」であったが、著書『左翼知識人の理論責任』の出版後、一方的に除籍される。以降は同時期に除籍となった加藤哲郎、後房雄とともに日本共産党批判の急先鋒に立つ。
また研究・指導活動のみならず、1984年の法政大学キャンパス移転の際には、社会学部学部長として学内の調整、移転反対勢力との交渉に尽力し、『法政大学百二十年史』の編集委員も務めた。
芸能レポーターの梨元勝は増島ゼミの後輩にあたる。

## 経歴
東京・深川に生まれる。1945年3月10日未明の東京大空襲で罹災した経験を持つ。
1950年、早稲田大学第二政経学部入学。在学中に第二政経学部自治会委員長に就任。また、当時入院していた大山郁夫を見舞う機会を得る。
1956年に法政大学第二社会学部入学。同年11月、東京大学学生新聞（のち東京大学新聞）の懸賞論文に投稿した「新しい学生運動の出発－社会主義運動と学生運動－」が佳作に選ばれ掲載される。1960年に法政大学第二社会学部卒業後、1965年に法政大学大学院社会科学研究科（政治学専攻）博士課程単位取得中退。
1968年の大阪経済大学専任講師を経て、1972年に法政大学社会学部助教授に就任、その後教授となる。1975年9月から翌1976年8月までイギリス・シェフィールド大学に留学。1984年4月に法政大学社会学部学部長に就任し、1986年3月まで務めた。1985年10月にはドイツ民主共和国・ベルリン大学175周年記念式典に法政大学代表として出席。
1987年7月、日本政治学会理事に選出されるが就任を辞退。1988年法政大学図書館長（1992年まで）、私立大学図書館協会常任理事を歴任。
2001年、法政大学を定年退職し名誉教授となる。法政大学以外でも横浜国立大学、北海道教育大学、一橋大学社会学部、早稲田大学法学部、早稲田大学現代政治経済研究所、中央大学社会科学研究所などで非常勤講師・研究員を務めた。

## 著書

### 単著
- 『民社党論――その理念と体質』（新日本出版社［新日本新書］、1972年）
- 『日本の社会民主主義政党――構造的特質の分析』（法政大学出版局、1977年）
- 『現代政治と社会民主主義――三つの源泉とその実験』（法政大学出版局、1985年）
- 『民衆の側の戦争責任』（青木書店、1989年）
- 『保守の英知と革新――社会民主主義の新展開』（花伝社、1991年）
- 『左翼知識人の理論責任』（窓社、1993年）
- 『日本国憲法体制の形成』（青木書店、1997年）
- 『戦間期日本の社会研究センター ――大原社研と協調会』（柏書房、2001年）

### 共著
- （増島宏・大埜節子）『無産政党の研究――戦前日本の社会民主主義』（法政大学出版局、1969年）
- （梅田俊英・横関至）『協調会の研究』（柏書房、2004年）

### 編著
- 『講座・現代資本主義国家（3）現代日本の政治過程』（大月書店、1980年）

### 共編著
- （増島宏）『現代日本の議会と政党』（学習の友社, 1980年）
- 『大山郁夫著作集（全7巻）』（解説担当・第6巻、岩波書店、1987-1988年）

### 編纂史料
- 『協調会史料都市・農村生活調査資料集成 （全11巻・別巻）』（梅田俊英・横関至共編、柏書房、2001年）
- 『協調会史料都市・農村生活調査資料集成2 （全12巻）』（梅田俊英・横関至共編、柏書房、2005年）